# Giovanni Saldarini
Giovanni Saldarini (Cantù, provincia de Como, Italia, 11 de diciembre de 1924 - 18 de abril de 2011), fue un cardenal italiano, arzobispo de Turín.
Fue ordenado sacerdote el 31 de mayo de 1947 en la Catedral de Milán.
Recibió una licenciatura en teología en la facultad de teología en Milán y en 1952 obtuvo la licenciatura en Sagrada Escritura en el Pontificio Instituto Bíblico de Roma.
De 1952 a 1967, fue profesor de Sagrada Escritura en el seminario de Venegono. En 1967 fue nombrado párroco y el 24 de abril de 1979 fue nombrado prelado de honor de Su Santidad.
El 18 de junio de 1983 fue nombrado pro vicario general de la Archidiócesis de Milán. Fue el responsable de mejorar el programa pastoral de todas las oficinas de la diócesis.
El 10 de noviembre de 1984 fue nombrado obispo titular de Gaudiaba y auxiliar al arzobispo de Milán. Luego, el 31 de enero de 1989, fue nombrado arzobispo de Turín. También fue nombrado Vicepresidente de la Conferencia Episcopal Italiana del Norte (hasta 1995).
Saldarini fue autor de numerosas obras escritas. También visitaría en algunas ocasiones en el hospital a la ahora beata Chiara Badano durante su convalecencia final.
El 18 de agosto de 1990, el Santo Padre, en respuesta al deseo expresado por el cardenal Anastasio Alberto Ballestrero, el cardenal Saldarini fue nombrado representante del Santo Padre en relación con la Sábana Santa de Turín.
Fue creado y proclamado Cardenal por Juan Pablo II en el consistorio del 28 de junio de 1991, con el título de Sacro Cuore di Gesù (Sagrado Corazón de Jesús de Castro Pretorio), diaconía elevada pro hac vice a título presbiteral.
El 19 de junio de 1999, debido a una enfermedad, renunció como arzobispo de Turín. Tras su muerte fue enterrado en la Catedral de Turín, junto a la tumba del beato Pedro Jorge Frassati.

## Obras
- Per me il vivere è Cristo: esercizi spirituali al Papa, (1995)
- Maria di Nazaret, (1998)
- Tutti gli uomini vedranno la tua salvezza, (1999)
- Le beatitudini evangeliche, (1971)
- Vivre, c'est le Christ: retraite de carême au Vatican, (1996)
- La famiglia cristiana, (1994)
- Isaia maestro di fede, (1984)
- Eucaristia, presbiteri e comunità, (1983)
- Amate come Dio fino al perdono. Esercizi spirituali agli sposi, (1999)